# Governo da Noruega
O Governo da Noruega (em norueguês: Norges regjering ou Regjeringa i Noreg) é o órgão executivo das decisões políticas do Parlamento da Noruega, com a missão de conduzir a política geral do país e dirigir a administração pública.
As reuniões do Conselho de Estado (Statsråd) - constituído pelo primeiro-ministro e seus ministros - têm lugar às sextas-feiras às 11.00 no Palácio Real de Oslo.
A formação e funcionamento do governo norueguês está regulamentada pelo artigo §3 da Constituição da Noruega (Grunnloven) e pela Instrução do Governo (Regjeringsinstruksen).
A Noruega é uma monarquia constitucional com um regime democrático parlamentar, tendo o rei a incumbência formal de nomear o primeiro-ministro e os restantes ministros do gabinete executivo.
Desde a introdução do parlamentarismo negativo em 1884, o governo indigitado não precisa de um voto de investidura, mas tem sim de estar livre de uma eventual moção de censura levantada por uma oposição maioritária no parlamento.

## Governos da Noruega desde 2000
| Governo                | Período     | Primeiro-ministro    | Partidos                                                                 |
| ---------------------- | ----------- | -------------------- | ------------------------------------------------------------------------ |
| Governo Stoltenberg I  | 2000 - 2001 | Jens Stoltenberg     | Partido Trabalhista                                                      |
| Governo Bondevik II    | 2001 - 2005 | Kjell Magne Bondevik | Partido da Direita Partido Popular Cristão Partido da Esquerda - Liberal |
| Governo Stoltenberg II | 2005-2013   | Jens Stoltenberg     | Partido Trabalhista Partido da Esquerda Socialista Partido do Centro     |
| Governo Solberg        | 2013 -      | Erna Solberg         | Partido da Direita Partido do Progresso                                  |